# Reita Faria
Reita Faria, hindi रीता फारिया (ur. 30 marca 1945 w Mumbaju) – indyjska modelka, Miss World 1966. Pierwsza Azjatka, która zdobyła ten tytuł. Posługuje się językami: angielskim i francuskim. Od 1971 roku mieszka w Irlandii.